# Дзумпано
Дзумпано (італ. Zumpano, сиц. Zumpanu) — муніципалітет в Італії, у регіоні Калабрія, провінція Козенца.
Дзумпано розташоване на відстані близько 440 км на південний схід від Риму, 55 км на північний захід від Катандзаро, 5 км на північний схід від Козенци.
Населення — 2552 особи (2014).
Щорічний фестиваль відбувається 23 квітня. Покровитель — Святий Юрій (San Giorgio).

## Демографія
Населення за роками:

Станом на 1 січня 2023 року в муніципалітеті офіційно проживали 93 іноземці з 21 країни, серед них 15 громадян країн Євросоюзу та 6 громадян України.

## Сусідні муніципалітети
- Козенца
- Лаппано
- Ренде
- Ровіто
- Сан-П'єтро-ін-Гуарано